# マット・コーネット
マット・コーネット (Matt Cornett、1998年10月6日 - ) は、アメリカの俳優。

## 来歴
1998年10月6日にアーカンソー州で生まれた。

## フィルモグラフィー
- ナイトメア・ユー (2012-2014)
- サウスランド (2013)
- できる (2013)
- 私のベビーシッターはエイリアンだと思う (2015)
- フューチャーショック (2015)
- ザ デューンズ クラブ (2015)
- ベラとブルドッグ (2015-2016)
- 想像を絶する (2016)
- ザ・ミドル 中流家族のフツーの幸せ (2016)
- クリミナル・マインド FBI行動分析課 (2016)
- 無言 (2017)
- バラバラの生活 (2017-2018)
- アレックス＆ミー (2018)
- 二人きり (2018)
- 完璧な市民 (2018)
- ゲームシェイカーズ (2019)
- それいけ! ゴールドバーグ家 (2019-2020)
- ハイスクール・ミュージカル:ザ・ミュージカル (2019-)[2]
- ゾンビ3 (2022)